# Sonderverbände (Kaiserliche Marine)
In der Kaiserlichen Marine wurde je nach militärischen Erfordernissen besondere Sonderverbände zusammengestellt. Diese waren zeitlich befristet aufgestellt und wurden für bestimmte Einsätze verwendet:
- September/Oktober 1917: Sonderverband Ostsee[1][2] für das Unternehmen Albion unter Vizeadmiral Ehrhard Schmidt
- von Ende Februar 1918 bis Ende Mai 1918: Sonderverband Ostsee[3] im Rahmen der Finnland-Intervention unter Konteradmiral Hugo Meurer und später unter Konteradmiral Ludolf von Uslar
- von August 1918 bis Ende September 1918: Sonderverband Boedicker[4] für das Unternehmen Schlußstein unter Vizeadmiral Friedrich Boedicker